# مکعب بریده‌شده
مکعب بریده‌شده (انگلیسی: Truncated cube) یک جسم ارشمیدسی است که شش وجهش هشت‌ضلعی منتظم و هشت وجهش مثلث متساوی‌الاضلاعند و می‌توان آن را با بریدن گوشه‌های مکعب از هر جا به جز وسط اضلاع ساخت.

## مساحت و حجم
مساحت A و حجم V یک مکعب بریده‌شده از یک سوم ضلع مکعب با ضلع a عبارتند از:
{\displaystyle {\begin{aligned}A&=2\left(6+6{\sqrt {2}}+{\sqrt {3}}\right)a^{2}&&\approx 32.434\,6644a^{2}\\V&={\frac {21+14{\sqrt {2}}}{3}}a^{3}&&\approx 13.599\,6633a^{3}.\end{aligned}}}